# قنات تاج‌آباد هرچگان
قنات تاج آباد، مربوط به دوره صفوی - دوره قاجار است و در شهرستان شهرکرد، روستای هرچگان واقع شده است. این اثر در تاریخ ۱۱ مرداد ۱۳۸۴ با شمارهٔ ثبت ۱۲۴۱۳ به‌عنوان یکی از آثار ملی ایران به ثبت رسیده‌است.